# Каммарьере, Серджо
Се́рджо Каммарье́ре (Каммариере) (итал. Sergio Cammariere) — (род. 15 ноября 1960 г., Кротоне) — итальянский джазовый пианист, исполнитель, автор, продюсер.
Композитор Серджо Каммарьере исследует любовное чувство между мужчиной и женщиной. Аранжировки его произведений от альбома к альбому находятся в динамичном развитии: от исконно итальянского звучания авторской песни (первый альбом: Dalla pace del mare lontano, 2002 год) к межкультурному, почти этническому лоску (альбом 2009 года — Carovane).
Каммарьере сотрудничал с профессиональными музыкантами и  исполнителями такими как трубач Фабри́цио Боссо и саксофонист Стефано Ди Баттиста, с которым у него было несколько совместных проектов и выступлений. Его исполнение сочетает элементы джаза и импровизации.

## Биография
В 1997 году принимает участие в Конкурсе Премии Тенко. Жюри единогласно присуждает ему Премию IMAIE как лучшему исполнителю.
1998 год — выход промодиска Tempo perduto (рус. "Потерянное время"), содержащий в себе три композиции.
Январь 2002 — первый альбом — 2002 — Dalla pace del mare lontano (продюсер — Biagio Pagano, автор текстов — Roberto Kunstler, Pasquale Panella, студия — Via Veneto Jazz).
Весь 2002 год проходит под знаком концертных выступлений. Серджо становится обладателем многочисленных наград, среди которых Премия музыкального журнала L'ISOLA CHE NON C'ERA — за лучший дебютный альбом, Премия Ренато Карозоне (CAROSONE), Премия Де Андре как лучшему артисту года и Почетный знак Клуба «Тенко 2002» за лучшее дебютное произведение — песню «Dalla pace del mare lontano».
В 2003—2004 годах Каммарьере принимает участие в первом в своей жизни Фестивале Сан-Ремо в категории «признанные исполнители» с песней Tutto quello che un uomo (рус. "Все то, что человек"), написанной опять же совместно с Roberto Kunstler, и занимает третье место. Ему присуждаются также Премия Критики и Премия за лучшую музыкальную композицию. Тогда же на EMI выходит пластинка Sul sentiero (рус. "На тропинке"), в которую вошли двенадцать песен и две инструментальные композиции. Sul sentiero является продолжением музыкального повествования, начатого альбомом Dalla pace del mare lontano и обогащен новыми элементами, создающими в нём тонкое гармоническое равновесие — оркестровый джаз, авторская песня, латиноамериканские зажигательные ритмы и блюзовый дух.
В ноябре 2006 года выходит третий по счету альбом Il pane, il vino e la visione, (рус. "Хлеб, вино и зрелище"). Тексты альбома вновь написаны совместно с Roberto Kunstler, но в создании «Le cose diverse» (рус. "Разные вещи") принимал участие Pasquale Panella. Впервые альбом спродюсирован самим Серджо, который помимо фортепиано, на Il pane, il vino e la visione использует Hammond B4V и Fender Rhodes.
2009 год стал годом выхода в свет альбома Carovane, самого этнически разнообразного и позитивно-динамичного полотна среди дискографии исполнителя. Серджо Каммарьере в своем музыкальном развитии из исконно итальянского исполнителя превратился в «World Citizen»: его песни на альбоме содержат множество колоритных афроамериканских, индийских и испанских «штришков».

## Дискография

### Синглы
- 1998 — Tempo perduto
- 2003 — Tutto quello che un uomo
- 2009 — Carovane

### Альбомы
- 1993 — I ricordi e le persone (con Roberto Kunstler)
- 2002 — Dalla pace del mare lontano
- 2003 — Dalla pace del mare lontano
  - (вторая версия альбома, содержащая песню Tutto quello che un uomo — Sanremo 2003)
- 2004 — Sul sentiero
- 2006 — Il pane, il vino e la visione
- 2009 — Carovane

### Сборники
- 2008 — Cantautore piccolino